# Duyster (boek)
Duyster is het zesde en voorlaatste boek in de Septimus Heap-serie van de Engelse schrijfster Angie Sage. Duyster grijpt aan enkele maanden na het einde van Sirene, de voorloper op dit boek.

## Korte inhoud
In de Burcht lijkt alles terug vredig te zijn. Septimus en Marcia gaan verder met de lessen, Beetle heeft terug werk gevonden. Jenna weet niet dat er iemand in haar paleis huist, iemand die ze er meteen uit zou gooien als ze de kans kreeg. Septimus gaat nog steeds elke dag kijken bij Syrah Syara, die ook nog steeds in coma ligt. En bovenal, Simon Heap wil het Duyster achter zich laten.
Een tijdje geleden heeft Marcia per ongeluk Alther Mella Verbannen; ze wilde dit met Tertius Fume doen. Nu, in midwinternacht, gaat Septimus naar de Duystere Hallen om Alther te bevrijden. Maar het is een verschrikkelijke plaats.
Jenna roept Beetles hulp in. Ze hoort al een hele tijd vreemde geluiden op een plek waar, volgens haar, niets is. Beetle, altijd bereid om Jenna te helpen (zeker als hij hoort dat Septimus geen tijd had om het te doen), gaat meteen aan de slag. Hij vindt, in een afgelegen hoek van het paleis, een zekere Merrin Meredith, die Septimus, Marcia, Jenna en de hele kliek wil doen boeten voor wat ze hem hebben aangedaan. Merrin heeft de Tweekoppige Ring en is oppermachtig; hij roept een Duyster Domein op, iets dat zo afschuwelijk is dat je jezelf wil onderwerpen aan de drager van de Ring, Merrin dus.
Magiek (2005) · Vlught (2006) · Elixer (2007) · Queeste (2008) · Sirene (2009) · Duyster (2011) · Vuer (2013)

Lijst van personages